# EVI教育亞洲
EVI教育亞洲有限公司（港交所除牌時8090.HK），曾是香港交易所創業板上市。1999年由龐維新先生創立，於2001年在香港交易所創業板上市。主要從事提供互聯網教育服務、電腦軟硬件銷售及安裝、網站開發及商業項目、提供電腦培訓服務以及健康個人護理產品銷售之業務。
主要資產思進電腦、EVI服務有限公司等。

## 美聯入股
於2005年初，美聯集團購入於EVI教育亞洲有限公司約51%股權，成為其大股東。

## 轉型及改名
於2007年中，EVI教育亞洲有限公司從母公司美聯集團，購入在香港提供工商業物業(辦公室及商舖)代理服務的業務，此舉變相為美聯集團把其工商舖地產代理業務分拆上市。EVI教育亞洲有限公司亦隨即更改名稱為美聯工商舖有限公司(Midland IC&I Limited)。

## 参見
- 美聯集團

## 外部連結
- EVI Services Limited（页面存档备份，存于）
- 思進電腦香港有限公司（页面存档备份，存于）